# إيفان وليامز (سياسي)
إيفان وليامز (بالإنجليزية: Evan Williams)‏ هو سياسي أسترالي، ولد في 1901. انتخب Administrator of the Indian Ocean Territories ‏ (1 نوفمبر 2003 – 31 أكتوبر 2005).